# Delia Reinhardt
Delia Reinhardt (Elberfeld, 27 d'abril de 1892 - Arlesheim, prop de Basilea, 6 d'octubre de 1974) va ser una soprano i pintora alemanya.
Va estudiar a Wiesbaden amb Ludwig Strakosch i a Frankfurt amb Hedwig Schacko. Va debutar a Breslau i el 1916 Bruno Walter la va incorporar a l'Òpera de la Cort de Munic, on va destacar en rols de Mozart fins al 1923. Va cantar a Roma, Barcelona, el Met (1922–24) i el Covent Garden (1924–29), on va triomfar com a Octavian a Der Rosenkavalier. El 1924 es va unir a l’Òpera Estatal de Berlín, on va interpretar papers com Iphigénie, Christine a Intermezzo i va participar en estrenes de Schreker i Milhaud.
Delia Reinhardt es va casar primer amb el baríton Gustav Schützendorf i després amb el director Georges Sébastian, ajudant de Bruno Walter. El 1933 va veure truncada la seva carrera per l’origen jueu del seu marit i la seva oposició al règim nazi. Només va poder fer recitals amb Michael Raucheisen. El 1943 va perdre el seu pis en un bombardeig i va fugir a Baviera amb ajuda de Raucheisen. Després de la guerra, Bruno Walter la va ajudar a sortir d’Alemanya. Va viure a Suïssa i, des de 1948, als EUA. També va ser pintora. Va tornar a Suïssa i va morir el 1974 a Arlesheim.
La Temporada 1930-1931 va cantar al Gran Teatre del Liceu de Barcelona.